# Melese drucei
Melese drucei är en fjärilsart som beskrevs av Rothschild 1909. Melese drucei ingår i släktet Melese och familjen björnspinnare. Inga underarter finns listade i Catalogue of Life.